# Болваново (Курская область)
Болваново — деревня в Курчатовском районе Курской области. Входит в Костельцевский сельсовет.

## География
Деревня расположена на ручье Болванов Колодезь, притоке реки Прутище, в 40 км к северо-западу от Курска, в 20 км севернее районного центра — города Курчатов, в 6 км от центра сельсовета – села Костельцево.
Климат
Болваново, как и весь район, расположено в поясе умеренно континентального климата с тёплым летом и относительно тёплой зимой (Dfb в классификации Кёппена).

## История

Болваново на карте 1785 года

Наиболее раннее упоминание деревни Болваново содержится в курской отказной книге: 29 июня 1653 года служилому человеку Свириду Иванову сыну Белозёрову отказано (отдано) поместье его родного деда Ивана Белозёрова в деревне на Болванове Колодезе в Курицком стане Курского уезда.
В 1661 году служилым людям Семёну, Дементию и Ивану Томилиным детям Нескородевым было отказано (отдано) поместье их отца Томилы Нескородева в деревне Болвановой Курицкого стана Курского уезда. 
В XVIII—XIX веках в Болваново жили исключительно лично свободные однодворцы — потомки служилых людей. Помещичьих крестьян здесь не было.
По данным 1-й ревизии 1719 года в Болваново жили однодворцы Мальцовы (9 дворов), Нечаевы (8 дворов),  Белозёровы (7 дворов), Лукьянчиковы (5 дворов), Нескородевы (5 дворов), Трофимовы (1 двор) — всего 189 душ мужского пола в 35 дворах. 
По данным 3-й ревизии 1762 года в Болваново жили однодворцы Мальцовы (9 дворов), Нескородевы (8 дворов), Белозёровы (7 дворов), Нечаевы (6 дворов), Лукьянчиковы (4 двора), Толстиковы (2 двора), Озеровы, Плотниковы, Субботины, Филиппские (по 1 двору) — всего 334 человека (198 мужского пола и 136 женского) в 40 дворах.
До 1779 года деревня входила в состав Курицкого стана Курского уезда. В 1779—1924 годах в составе Фатежского уезда; располагалась на его юго-западной окраине, у границ со Льговским и Курским уездами.
По данным 4-й ревизии 1782 года в Болваново проживало 474 однодворца (239 мужского пола и 235 женского).
По данным 5-й ревизии 1795 года в деревне проживало 410 однодворцев (201 мужского пола и 209 женского).
В XIX — начале XX века деревня входила в состав Сдобниковской волости Фатежского уезда
В 1862 году в казённой деревне Болваново было 63 двора, проживало 476 человек (239 мужского пола и 237 женского).
В 1877 году в деревне было 84 двора, проживало 644 человека.
В 1897 году в деревне проживало 735 человек; всё население исповедовало православие. Болваново было частью прихода Троицкого храма села Троицкого-на-Прутах.
В 1902 году в деревне проживало 776 человек (354 мужского пола и 422 женского)..
В 1911 году в Болваново было 120 дворов. В то время в деревне жили Мальцевы (25 дворов), Нечаевы (24 двора), Белозёровы (21 двор), Филиппские (11 дворов), Лукьянчиковы, Толстиковы (по 8 дворов), Нескородевы (4 двора), Ильины, Шевелевы (по 3 двора), Быкановы, Китаевы (по 2 двора), Абакумовы, Ефремовы, Зайцевы, Ковалевы, Кононовы, Костины, Курасовы, Мезенцевы, Митрофановы (по 1 двору).
В 1928—1963 годах в составе Иванинского района.
В 1937 году в деревне было 172 двора, действовал кирпичный завод. На северной окраине деревне находилась ветряная мельница.
По состоянию на 1955 год в Болванове находился центр колхоза имени Ленина.
В 1963—1977 годах в составе Льговского района.
С 1977 года в составе Курчатовского района.
До 2010 года Болваново входило в состав Николаевского сельсовета Курчатовского района, с 2010 года в составе Костельцевского сельсовета.

## Население
| 1762 | 1782 | 1795 | 1862 | 1877 | 1897 | 1979 |
| ---- | ---- | ---- | ---- | ---- | ---- | ---- |
| 334  | ↗474 | ↘410 | ↗476 | ↗644 | ↗735 | ↘300 |
| 2002 | 2010 |      |      |      |      |      |
| ↘101 | ↘67  |      |      |      |      |      |

## Инфраструктура
Личное подсобное хозяйство.

## Транспорт
Болваново находится в 26,5 км от федеральной автодороги М2 «Крым», в 20 км от автодороги регионального значения 38К-017 (Курск – Льгов – Рыльск – граница с Украиной), на автодороге межмуниципального значения 38Н-362 (38К-017 – Николаевка – Ширково), в 20 км от ближайшего ж/д остановочного пункта Курчатов (линия Льгов I — Курск).